# Маковиська (Бидґозький повіт)
Маковиська (пол. Makowiska, нім. Steindorf) — село в Польщі, у гміні Солець-Куявський Бидґозького повіту Куявсько-Поморського воєводства.
Населення — 157 осіб (2011).
У 1975-1998 роках село належало до Бидгощського воєводства.

## Демографія
Демографічна структура станом на 31 березня 2011 року:
|          | Загалом | Допрацездатний вік | Працездатний вік | Постпрацездатний вік |
| -------- | ------- | ------------------ | ---------------- | -------------------- |
| Чоловіки | 83      | 20                 | 57               | 6                    |
| Жінки    | 74      | 23                 | 38               | 13                   |
| Разом    | 157     | 43                 | 95               | 19                   |